# Catedral de Nikortsminda
La catedral de Nikortsminda (en georgià: ნიკორწმინდის ტაძარი), també coneguda com la catedral de Sant Nicolau de Nikortsminda, és una església ortodoxa georgiana, situada a Nikortsminda, a la regió de Ratxa-Lechjumi i Kvemo Svaneti, Geòrgia.
L'edifici va ser construït entre el 1010 i el 1014 durant el regnat de Bagrat III de Geòrgia, i va ser reparat el 1634 pel rei Bagrat III d'Imerècia. El campanar de tres pisos al costat de la catedral va ser construït en la segona meitat del segle xix. Els frescs de l'interior de la catedral daten del segle xvii. La catedral és en la llista per a ser declarada Patrimoni de la Humanitat per la UNESCO.
Durant el treball de rehabilitació del 2012, es van trobar alguns frescs desconeguts de la catedral, el de la família feudal local i l'arcàngel Miquel del segle xvi. Un dels frescs inscriu un decorador de temples anomenat Javakhadze. Dos cognoms, Javakhadze i Tsulukidze, han estat esmentats en les imatges de la família feudal.

## Arquitectura

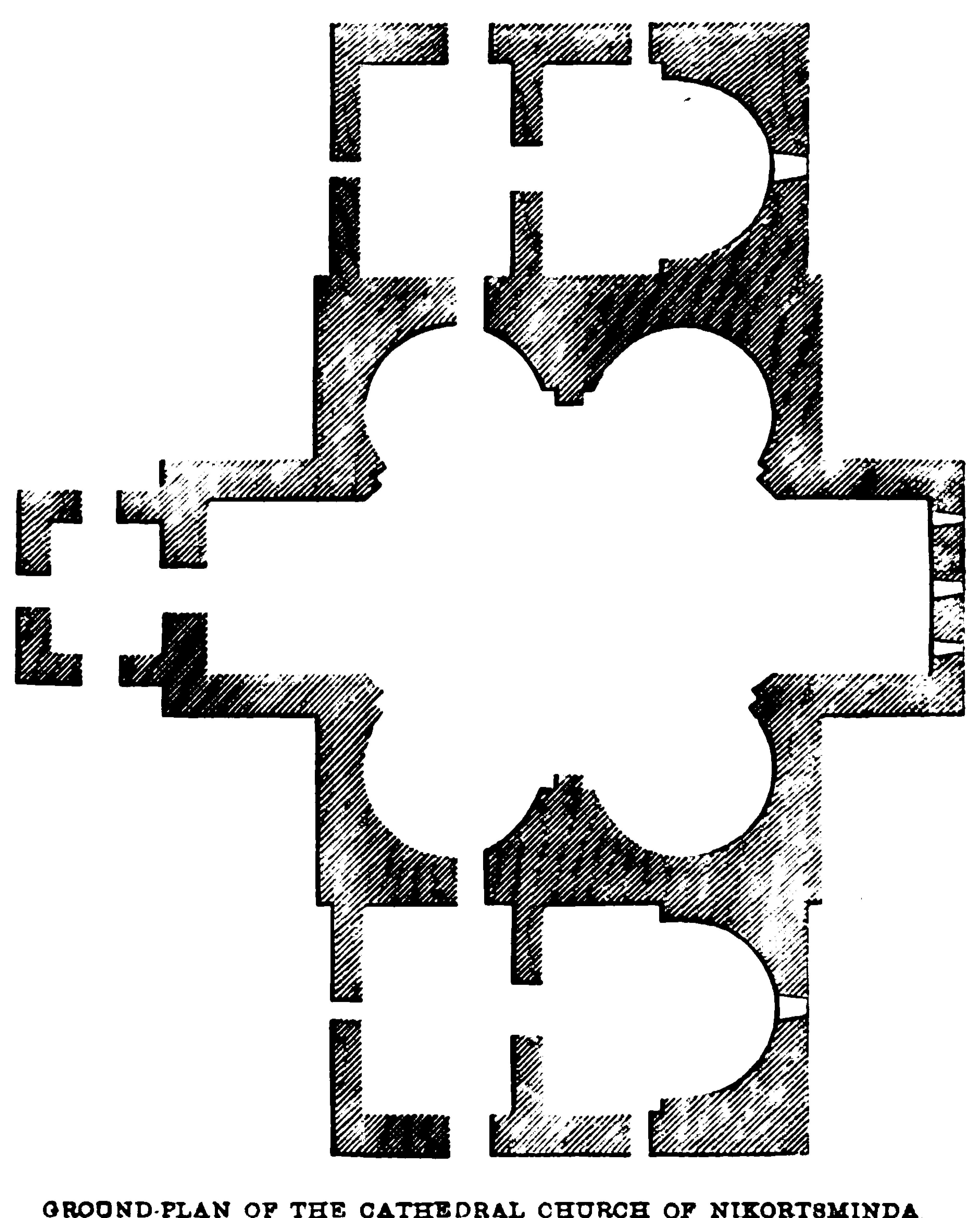
Planta de la catedral. 1850

Nikortsminda és d'un tipus que reflecteix l'estil georgià d'arquitectura d'església en creu inscrita, que era la forma dominant escollida per dissenyar les esglésies de mitjans i finals del període romà d'Orient, de planta amb un quadrat central en forma de creu, coronat amb una cúpula. La cúpula de Nikortsminda és enorme, amb arcuacions ininterrompudes amb dotze finestres, que estan decorades amb arquitraus treballats de manera escultòrica. El plànol originari era hexagonal, però s'ha anat modificant durant les ampliacions que s'ha realitzat des del centre del segle xi amb addicions a l'oest i al sud de dos pòrtics que han trencat l'harmonia del conjunt originari. L'església té sis creuers en lloc dels quatre habituals. El campanar, amb escala de cargol i tres pisos, es va realitzar a la segona meitat del XIX.

### Exterior

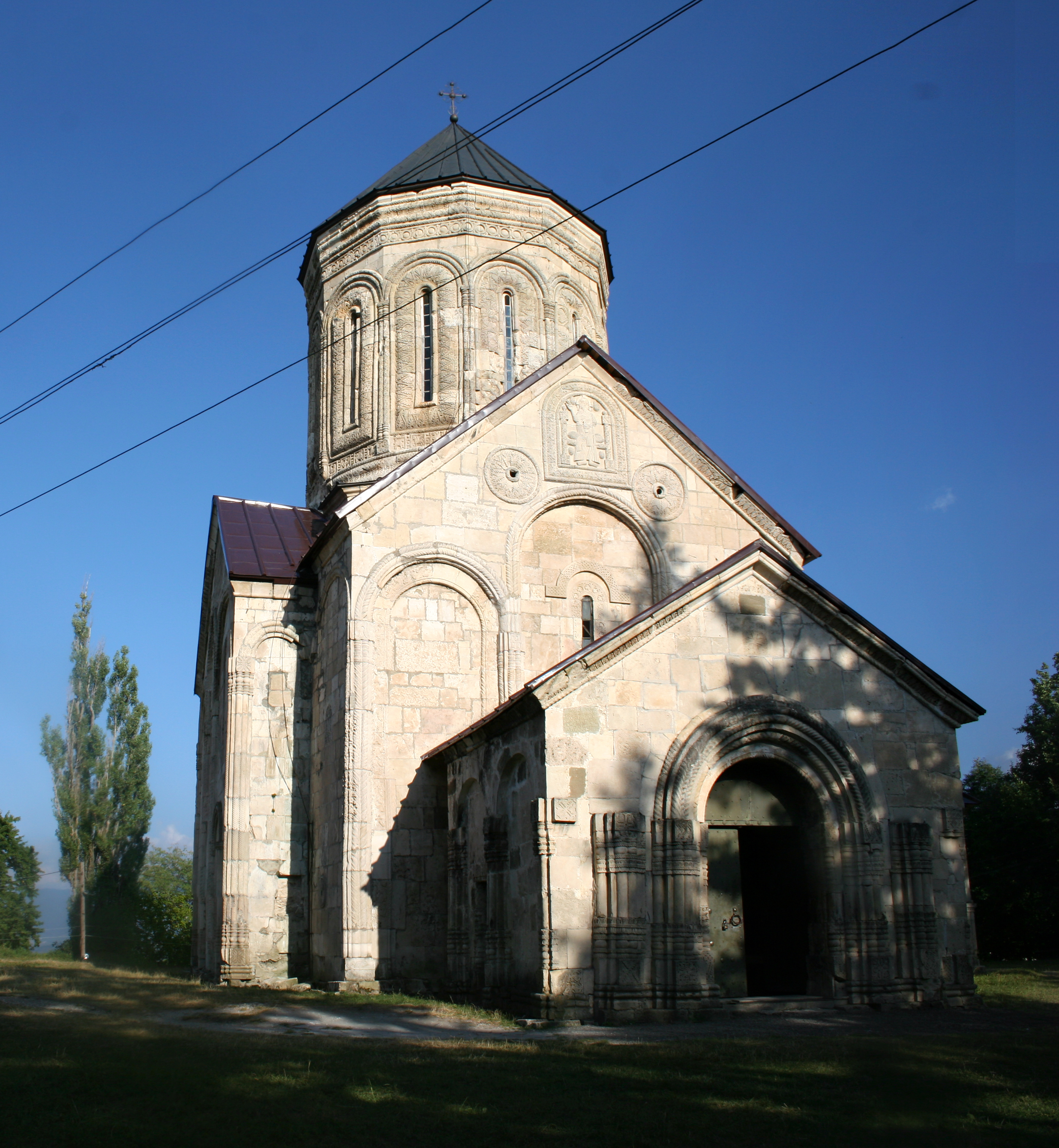
Exterior amb la vista de la façana oest

Des de l'exterior la catedral es forma com una creu rectangular de braços curts i té un segment curt cap a l'oest. Les façanes de la catedral estan recobertes de pedra llisa. Les decoracions inclouen arcades ininterrompudes i diversos ornaments, també relleus i episodis de múltiples figures -la Transfiguració, el dia del Judici, l'Ascensió, figures de sants, animals reals o imaginaris, formant un programa premeditat-.

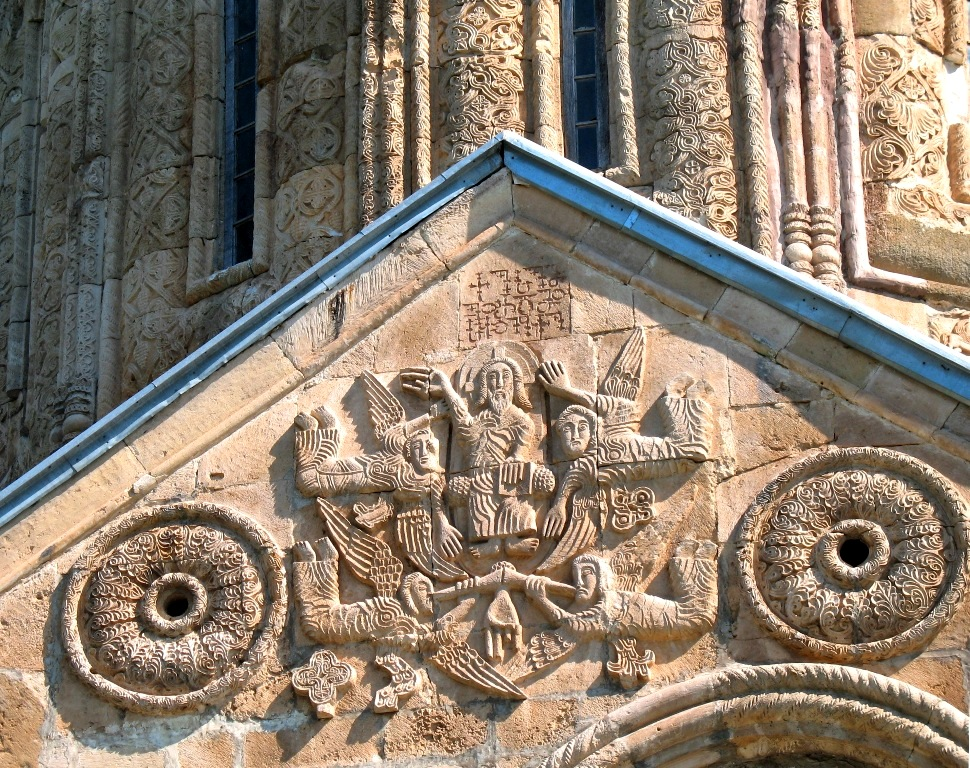
Façana sud, part superior

Nikortsminda té una de les decoracions més belles de totes les esglésies i catedrals georgianes, ja que s'hi poden veure diversos estils diferents, la qual cosa demostra la riquesa de la selecció dels motius i la seva forma d'execució. La façana sud, per exemple, està coronada per un Crist assegut en un tron portat per quatre àngels, que simbolitza la «Segona vinguda», com s'especifica en una inscripció. Al timpà sud, els braços de la creu, també realitzats amb quatre àngels, estan envoltats de cons de pi, símbol de resurrecció.

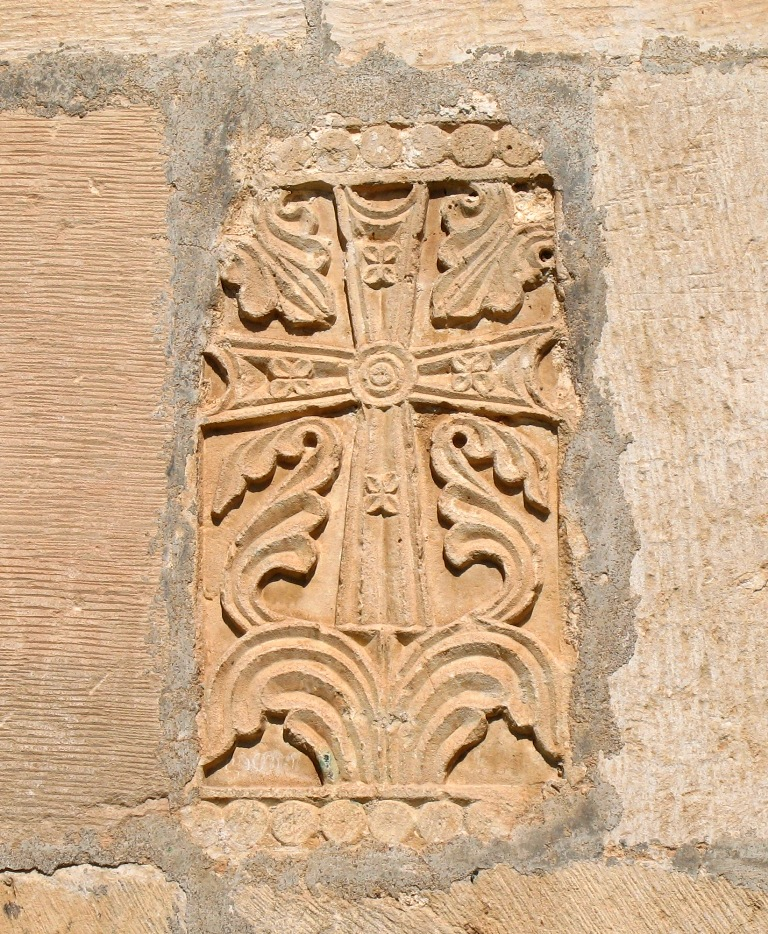
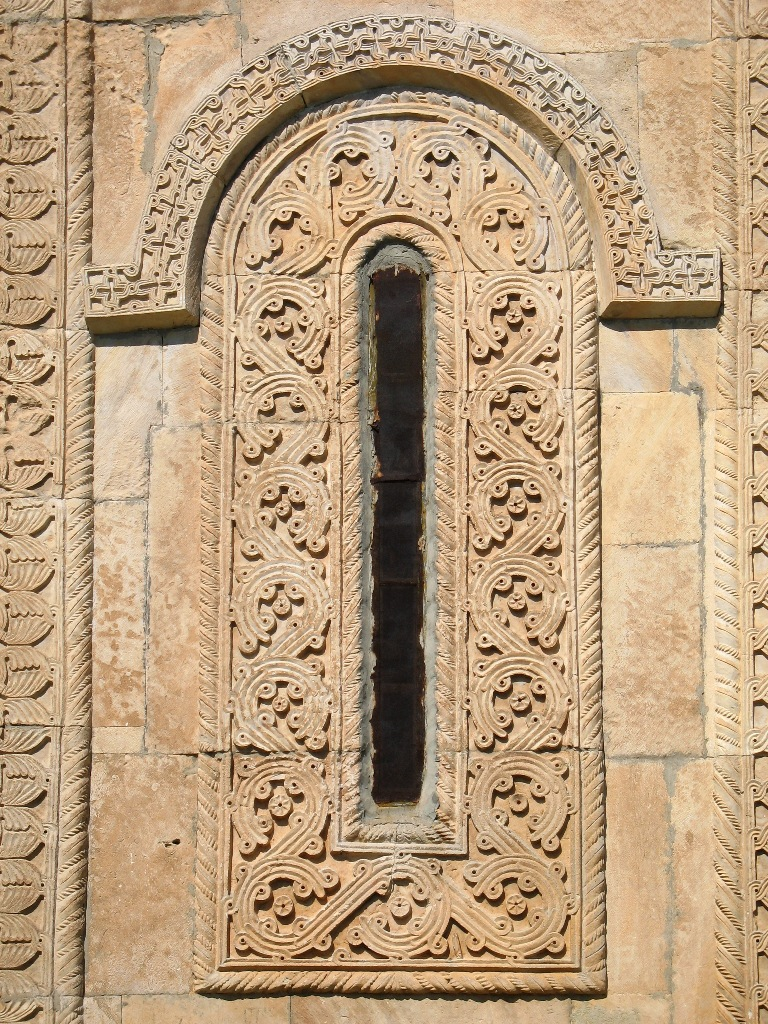
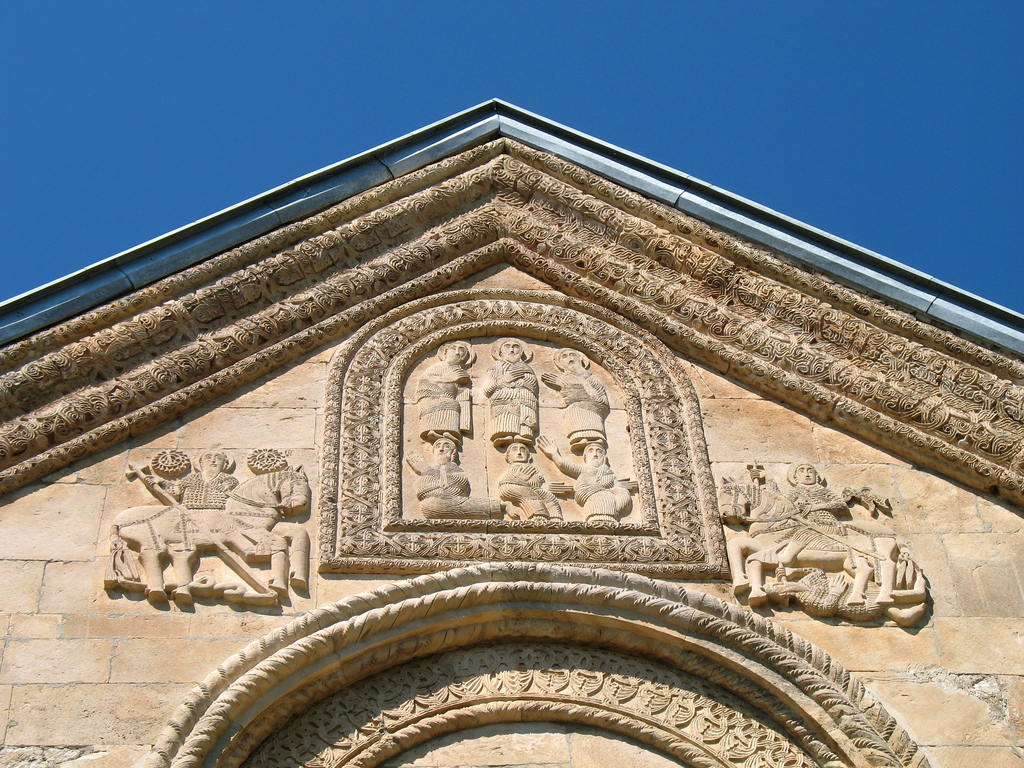